# Hoher Tenn
Der Hohe Tenn, früher auch Hochtenn genannt, ist ein Berg in der Glocknergruppe der Hohen Tauern im österreichischen Bundesland Salzburg. Er besitzt einen Südwestgipfel, genannt Bergspitze mit einer Höhe von 3368 m ü. A. sowie einen Nordostgipfel, genannt Schneespitze, der 3317 m ü. A. hoch ist. Zwischen den beiden Gipfeln liegt auf einer Höhe von 3293 m der Tennsattel.
Nach Nordosten und Nordwesten sendet der Hohe Tenn ausgeprägte lange Grate aus. Er besitzt besonders nach Norden hin eine große geografische Dominanz, die ihn, in Verbindung mit seiner leichten Erreichbarkeit, zu einem beliebten Kletterberg macht. Von Zell am See im Pinzgau aus betrachtet dominiert er hinter dem Imbachhorn (2470 m) das Tauernpanorama.

## Lage und Umgebung

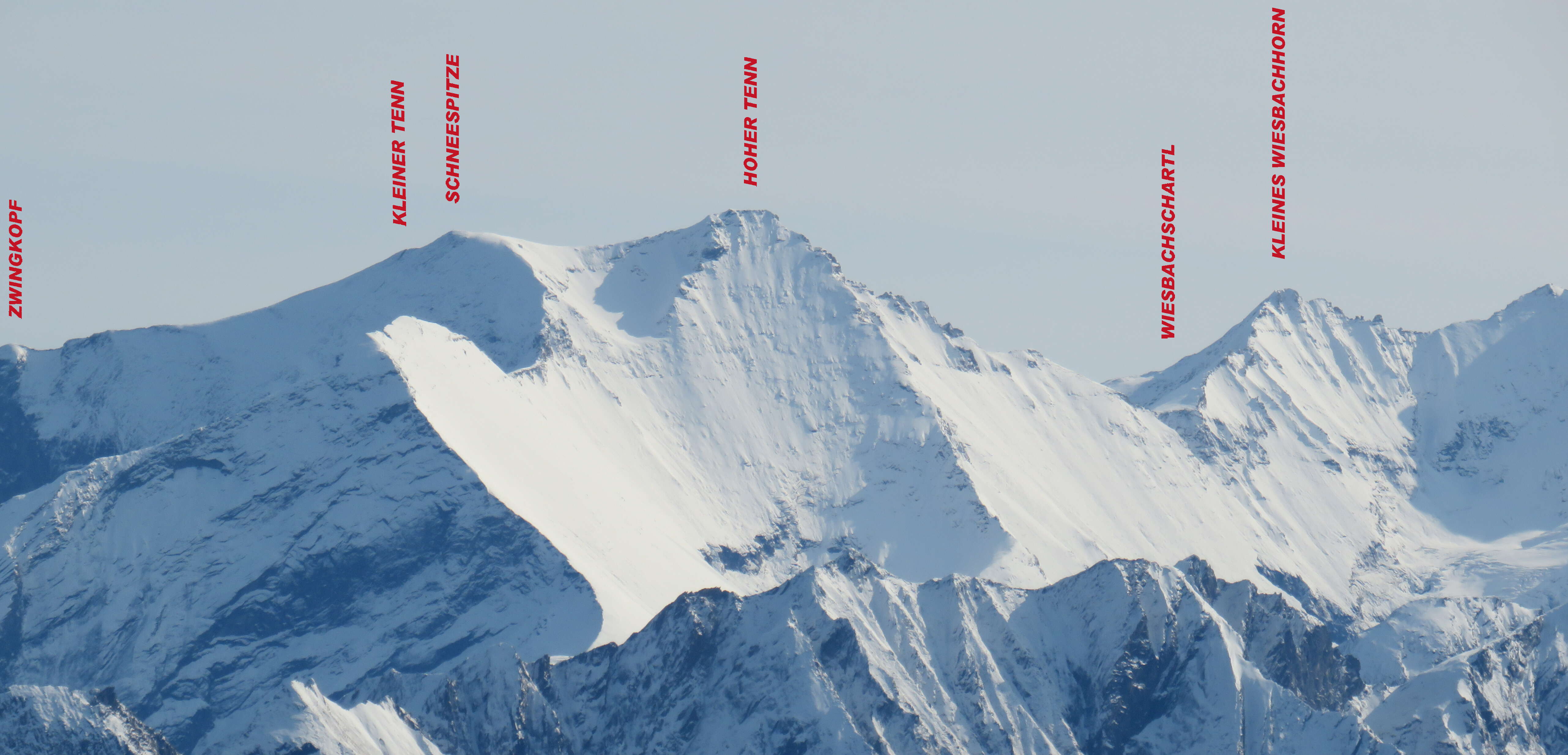
Lage des Hohen Tenn (Bildmitte) im Tauernhauptkamm gesehen von Nordwesten, links davon Zwingkopf, Kleiner Tenn und Schneespitze, rechts Kleines Wiesbachhorn

Geografisch gesehen liegt der Hohe Tenn im Zentrum des sogenannten Fuscher/Kapruner Kamms, der sich in nordsüdlicher Richtung erstreckt. Nach Norden fällt der Tenn hinab ins Salzachtal, nach Osten ins Fuscher Tal und nach Westen hinunter zum Stausee Wasserfallboden im Kapruner Tal. Auf dem Hohen Tenn liegt westlich des Tennsattels im Gipfelbereich das sogenannte Dreieckige Firnfeld. Kleinere Gletscher sind im Südosten das Walcher Kees, im Südwesten das Wielingerkees und im Nordwesten das kleine Hirzbachkees. Benachbarte bedeutende Gipfel befinden sich nur südlich des Tenns. Im Kammverlauf liegen, getrennt durch das Wiesbachschartl (3031 m), das Kleine Wiesbachhorn mit einer Höhe von 3283 m und als höchster Berg der Gegend das 3564 m hohe Große Wiesbachhorn. In nördlicher Richtung liegt noch der unbedeutende Kleine Tenn (3158 m). Fusch an der Großglocknerstraße liegt etwa sieben Kilometer Luftlinie nordöstlich des Hohen Tenns entfernt und Kaprun gut 11 km in nördlicher Richtung.

## Geologie
Das Massiv des Hohen Tenns wird im Wesentlichen aus mächtigen Kalkglimmerschiefer aufgebaut, seine beiden Gipfel jedoch aus einer rund 30–40 Meter mächtigen Serpentinit-Linse. 

## Geschichte
Zuerst bestiegen wurde der Hohe Tenn wahrscheinlich um 1840 durch den Kardinal Friedrich zu Schwarzenberg „in kleiner Gesellschaft“. Die erste dokumentierte Überschreitung beider Gipfel erfolgte am 16. August 1871 durch den Pelzhändler Albert Kaindl aus Linz und Josef Pöschl aus Wien mit dem Bergführer Johann Grill, genannt der Kederbacher. Allerdings fand die Gruppe auf beiden Gipfeln bereits trigonometrische Zeichen, die in den 1850er Jahren im Rahmen der Landesvermessung hinaufgebracht worden sein müssen.

## Stützpunkt und Routen

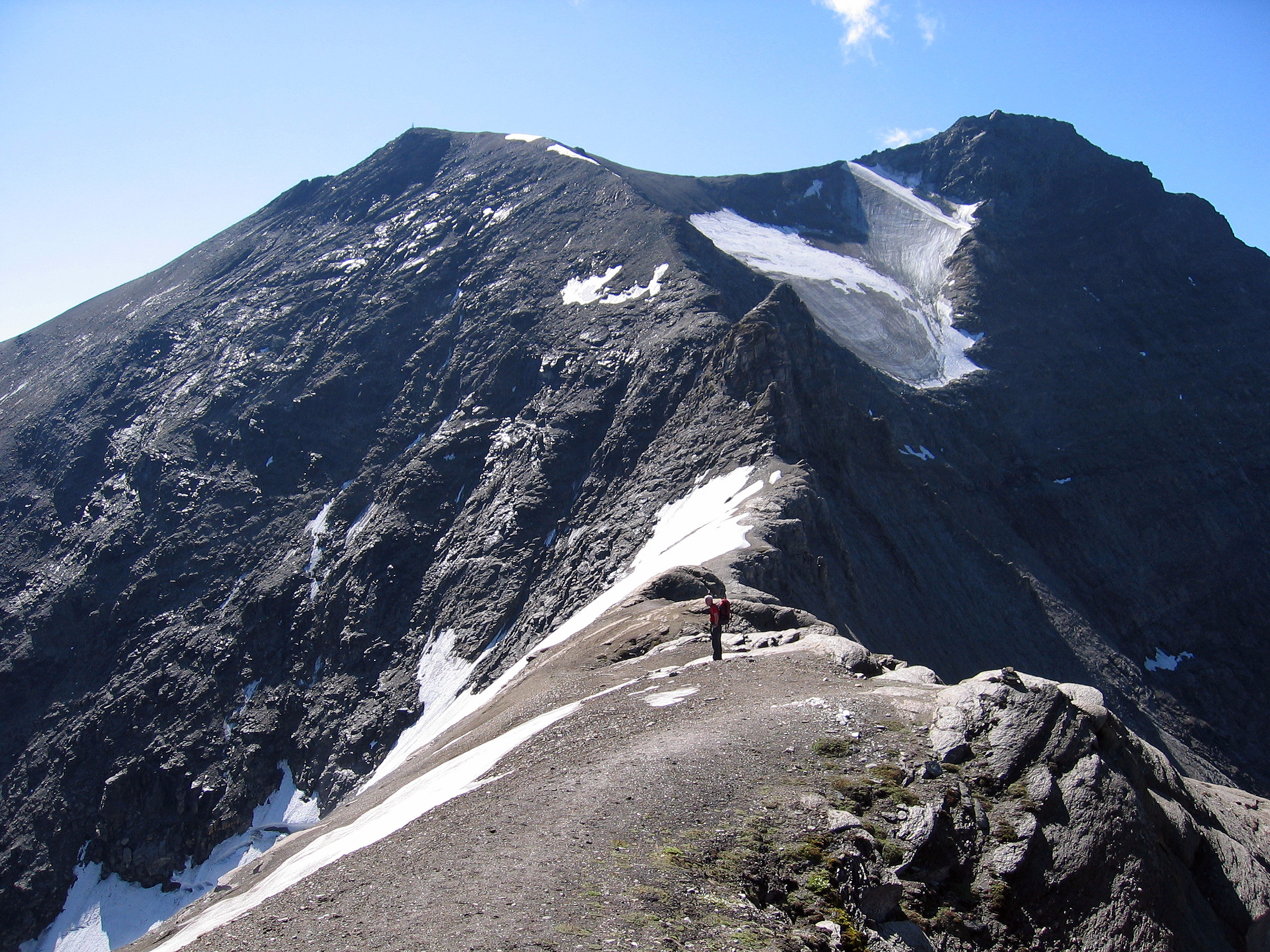
Blick von Nordwesten, links Schneespitze, rechts Hoher Tenn

Der Weg des Kardinals Schwarzenberg führte vom nordöstlich gelegenen Fusch aus über die Schmalzgrubenalm und dem ehemaligen Schmalzgrubenkees hinauf zum Zwingkopf (3117 m) und dann über den Tenngrat, dem Nordostgrat, zum Gipfel. Die Gehzeit betrug laut Literatur etwa sechs Stunden.
Heute dient als Stützpunkt für eine Besteigung des Hohen Tenns die Gleiwitzer Hütte auf 2174 m Höhe. Der Normalweg führt von der Hütte aus zunächst auf dem Gleiwitzer Höhenweg bis zum Kempsenkopf (3093 m) und über den Bauernbrachkopf (3125 m) hinunter ins Hirzbachtörl. Im weiteren Verlauf führt der Weg sehr ausgesetzt an Drahtseilen entlang und auf Eisenstiften hinauf auf den Kleinen Tenn (3158 m), schließlich über den Nordwestgrat  zum Gipfelpunkt. Die Klettertour erfordert Schwindelfreiheit und die Fähigkeit im UIAA-Schwierigkeitsgrad II bis III klettern zu können. Die Gehzeit beträgt laut Literatur etwa 5 Stunden bei einem Unterschied von 915 Höhenmetern. Weitere Kletterrouten bis zum UIAA-Grad III führen durch die Nordwand und über den Nordpfeiler.